# 广州市西关外国语学校

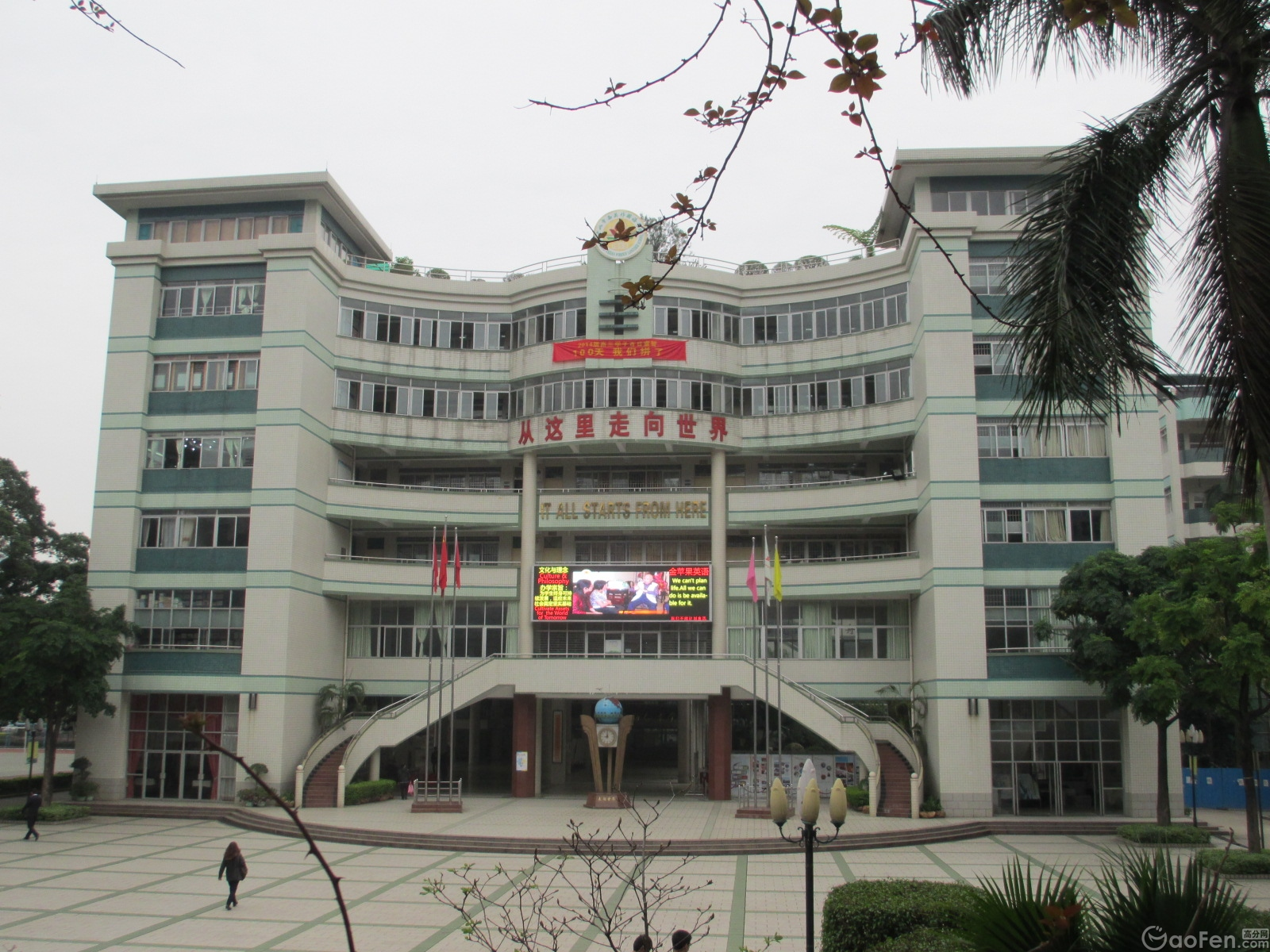
校本部教学楼

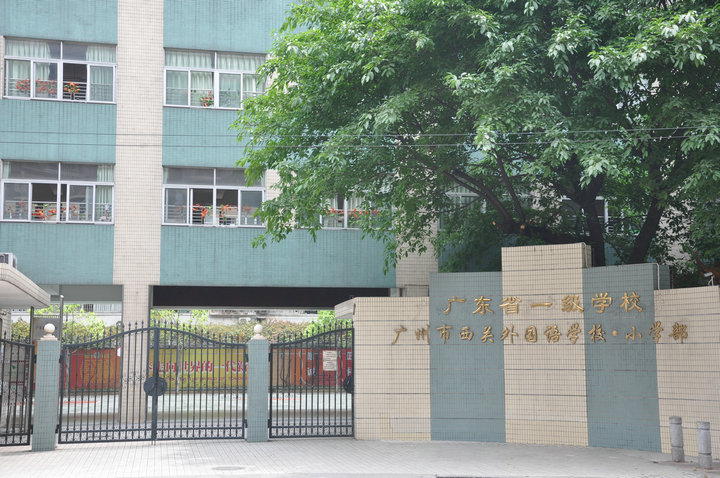
原小学部大门，现为初中部

广州市西关外国语学校位于中国广州市中山八路石路基1號，是廣州市第一所十二年一贯制省一级全日制公办外国语学校。
其前身是創辦於1948年的私立眾賢中學，曾用名广州市第十二中学，于2006年3月更名至今。

## 校史
中華民國三十七年（1948年），簡氏後人在簡氏祖祠創校，當時名為“私立眾賢中學”，首任校長為簡竹超。
1950年，“私立眾賢中學”與“私立廣南中學”、“私立開明中學”合并，改名為“私立開明、廣南、眾賢聯合中學”。
1952年，“私立私立廣南、開明、眾賢聯合中學”與“私立广中中學”合併，改名為“私立大北中學”。
1953年，“私立大北中學”隨私校改公，改名為廣州市第十二中學。
1954年，因城市規劃需要，廣州市第十二中學遷到西關現校址。
1955年，市人民政府决定在原廣州市第十二中學校址繼續辦學，組建廣州市第二十七中學。
2006年3月，“廣州市第十二中學”改名為“廣州市西關外國語學校”。
2022年，原西关外国语实验学校改为西关外国语学校彩虹桥校区，原立贤学校初中部改为西关外国语学校文昌南校区。2023年，当局授权西关外国语学校管理广州市流花中学和广州市陈嘉庚纪念中学，前者亦更名为西关外国语流花学校。

## 著名/傑出校友
廣州市第十二中學校友
- 盧海鵬：香港男演員[註 1]
- 蔡國慶：香港男演員[註 1]